# Čeľadice
Čeľadice (in ungherese Család) è un comune della Slovacchia facente parte del distretto di Nitra, nella regione omonima.